# 리자 웨일
라이자 와일(Liza Weil, 영어 발음: /ˈlaɪzə waɪl/, 1977년 6월 5일 ~ )은 미국의 배우이다.

## 출연 작품

### 영화
- 왓에버 (1998, Whatever)
- 스터 오브 에코 (1999)
- 드래곤플라이 (2002)
- 이어 오브 더 독 (2007)
- Little Fish, Strange Pond (2009)
- The Missing Person (2009)
- 마르스 (2010, Mars)
- 스마일리 (2012)
- 더 패신저 (2023)

### 텔레비전
- 애즈 더 월드 턴즈 (1995)
- 웨스트 윙 (2000)
- ER (2000-02)
- 길모어 걸스 (2000-07)
- 성범죄수사대: SVU (2001)
- CSI: 과학수사대 (2009)
- 원:아워 (2009)
- 인 플레인 사이트 (2009)
- 그레이 아나토미 (2009)
- 프라이빗 프랙티스 (2011)
- 스캔들 (2012)
- 번헤드 (2013)
- 범죄의 재구성 (2014-20)
- 더 마블러스 미세스 메이즐 (2019)
- 웨스트월드 (2022)